# セルゲイ・コニュス
セルゲイ・ユーリェーヴィチ・コニュス（Сергей Юльевич Конюс, 1902年10月5日 モスクワ - 1988年10月26日）はロシア人のピアニスト・作曲家・音楽教師。父親はユーリ・コニュス。1920年よりパリでイシドール・フィリップとアルフレッド・コルトーに入門。ピアニストとしてフランスやモロッコのほか、ユーゴスラヴィアやブルガリア、ポーランドに暮らし、1959年からはボストン音楽院で教壇に立った。作曲家としては、交響曲、ピアノ協奏曲、ピアノのための前奏曲などを遺す。その後、1988年に同地にて脳溢血により死去。